# Felskinnbahn

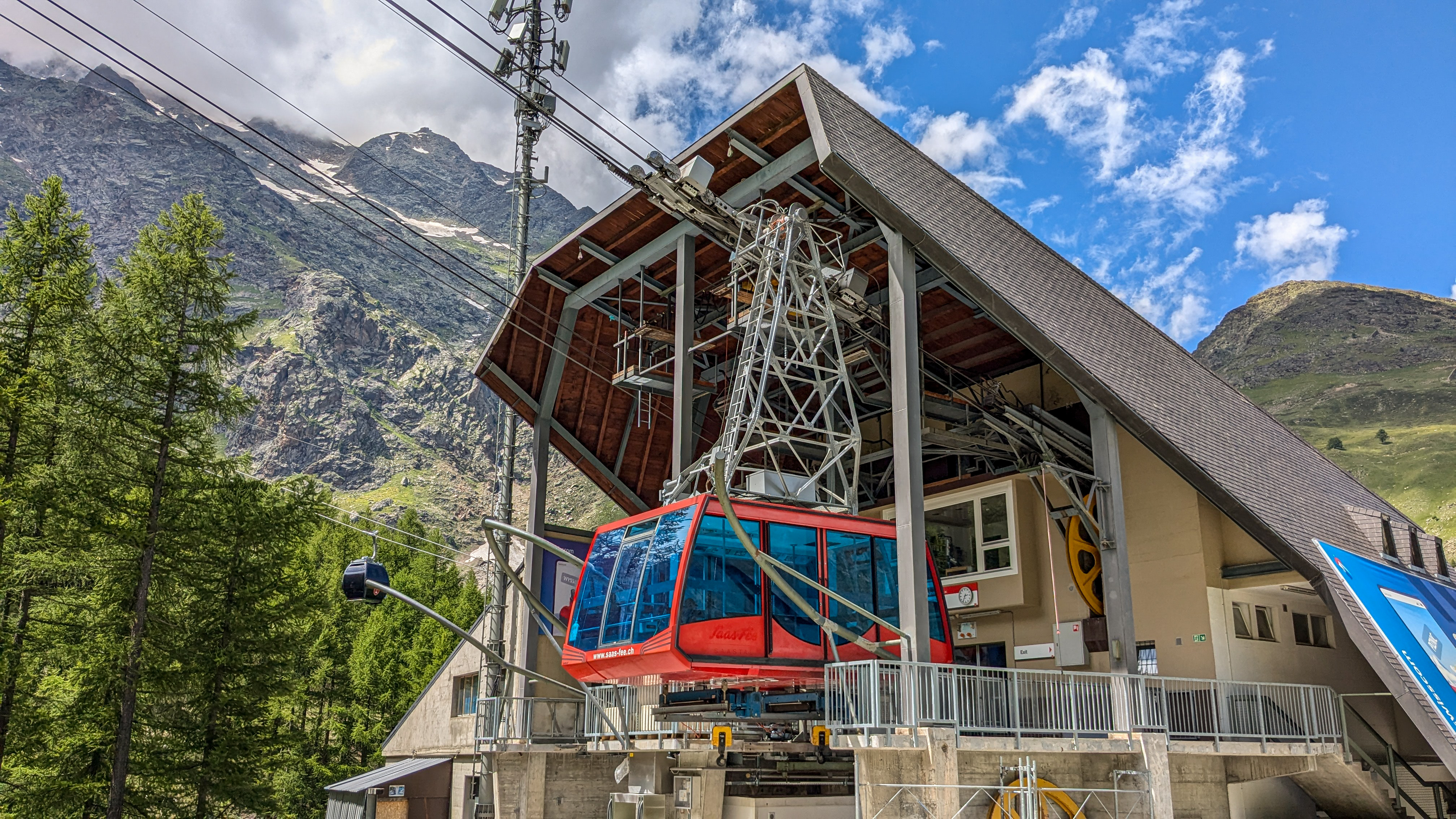
Felskinn Bahn, Talstation (Sommer 2024)

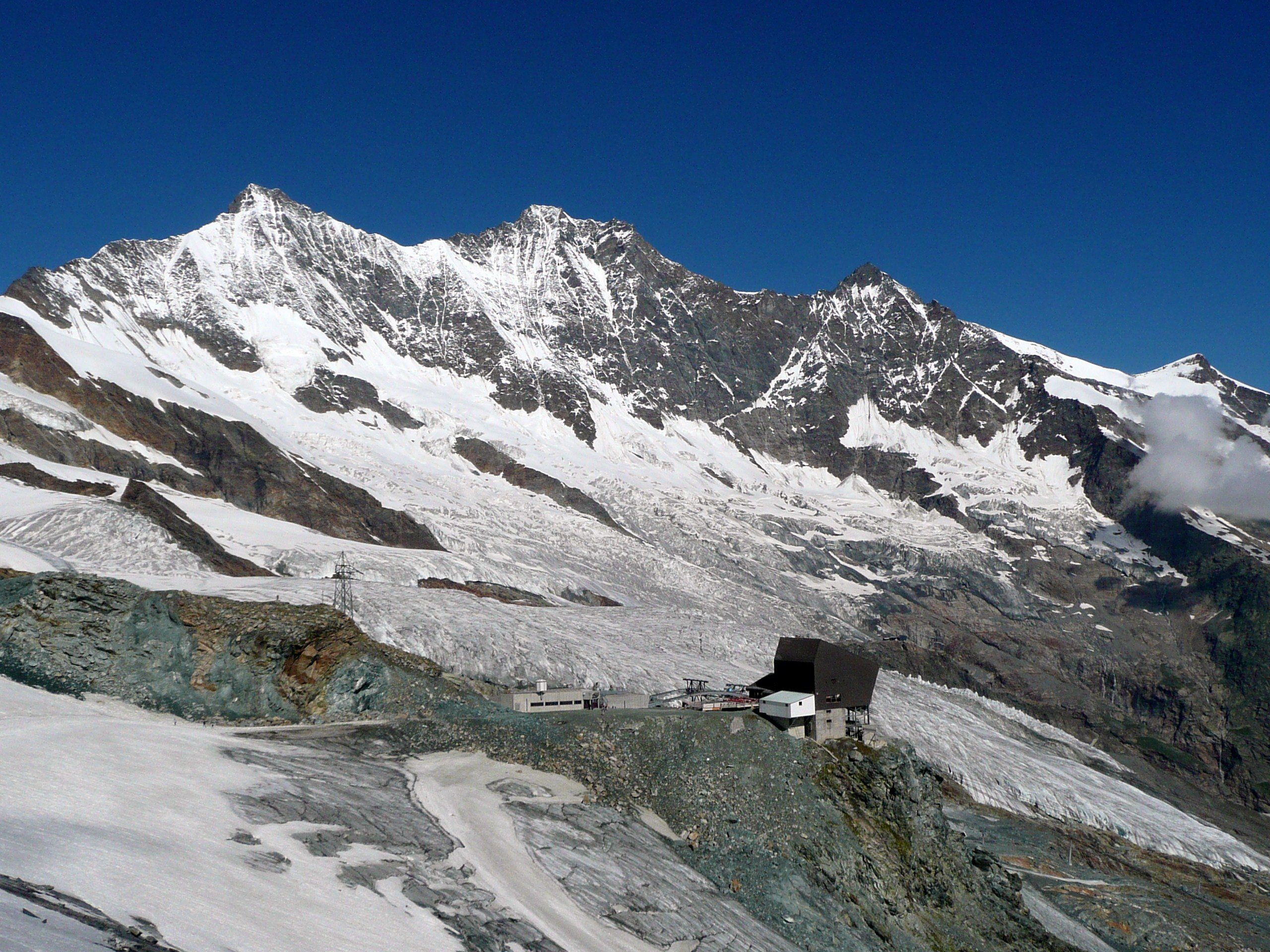
Bergstation Felskinnbahn vor der Mischabelgruppe (von links Täschhorn, Dom, Lenzspitze und Ulrichshorn)

Die Felskinnbahn ist eine 1969 von der Firma Von Roll errichtete Luftseilbahn auf das 2989 Meter hohe Felskinn bei Saas-Fee. Die Erneuerung der Anlage fand im Jahre 2006 statt.
Die Bahn hat eine Betriebslänge von 3635 Metern und überwindet in ihrem Verlauf einen Höhenunterschied von 1146 Metern. Die Kabinen fassen 90+1 Personen, beide Kabinen sind seit 2006 komplett neu und rot lackiert (zuvor war eine rot, die andere blau lackiert). Die Fahrgeschwindigkeit der Felskinnbahn beträgt maximal 36 km/h (10 m/s). Die Fahrzeit beträgt 6:40 min, die Förderleistung 650 Personen pro Stunde. Die Felskinnbahn verfügt in der unteren Sektion über drei Einzelstützen und in der oberen Sektion über zwei Stützen(-paare). An dem Maste 4 637061 / 103493 genannten Zwischenhalt mit Ausstieg befand sich eine ebenfalls Maste 4 genannte Hütte in Metallcontainern, die 2005 durch ein modernes Restaurant in Holzbauweise ersetzt wurde. Das nächste Mastpaar 637000 / 103020, unter dessen westlichem Mast früher ein Schlepplift hindurchführte, ist wegen der Gletscherzone als verschiebbare Konstruktion ausgeführt.
Von der Bergstation Felskinn führt die unterirdische Standseilbahn Metro Alpin zur Station „Mittelallalin“ in der Nordwand des Allalinhorns. Beim Bau dieser Bahn wurden die Baumaterialien mit der Felskinnbahn transportiert.
Die Streckenführung der Bahn entspricht beinahe exakt der Nord-Süd-Ausrichtung, die Abweichung beträgt lediglich ~ 5 Grad.
Weltweite Bekanntheit erlangte die Felskinnbahn durch das Video zu Last Christmas von Wham!, das in Saas-Fee gedreht wurde und in dem man die Bandmitglieder mit einem Geländewagen an der Talstation ankommen und in eine der Kabinen steigen sieht. Normalerweise ist die Autozufahrt zur Talstation nicht möglich, da Saas Fee autofrei ist; im Winter kann man vom Ortsrand aus die knapp 60 m Höhenunterschied der zwischen Ortsrand und Felskinnbahn-Talstation gelegenen Chalbermatten mit den Schleppliften Bifig 1 und 2 überwinden.